# 菅野伝右衛門 (7代)
7代 菅野 伝右衛門（すがの でんえもん、1880年（明治13年）10月28日 - 1953年（昭和28年）2月28日）は、日本の政治家。衆議院議員（2期）。

## 経歴
富山県出身。1901年、東京商業学校卒。高岡市議、同議長、高岡商業会議所会頭、高岡電灯社長、高岡銀行（現・北陸銀行）、高岡貯蓄銀行各頭取となる。
1917年の第13回衆議院議員総選挙において高岡市選挙区から立憲政友会公認で立候補して当選する。つづく1920年の第14回衆議院議員総選挙では富山2区から立候補し再選した。1924年の第15回衆議院議員総選挙には立候補しなかった。1953年に死去した。